# Cohors III Brittonum
Die Cohors III Brittonum [veterana oder veteranorum] [equitata] (deutsch 3. Kohorte der Briten [die altgediente] [teilberitten]) war eine römische Auxiliareinheit. Sie ist durch Militärdiplome und Inschriften belegt.

## Namensbestandteile
- Brittonum: der Briten. Die Soldaten der Kohorte wurden bei Aufstellung der Einheit aus den verschiedenen Stämmen der Briten auf dem Gebiet der römischen Provinz Britannia rekrutiert. Die in Britannien aufgestellten Hilfstruppeneinheiten haben drei unterschiedliche Bezeichnungen: Britannica, Britannorum und Brittonum. Die Gründe, warum unterschiedliche Bezeichnungen gewählt wurden, sind unklar.[1]

- veterana oder veteranorum: die altgediente/die altbewährte bzw. der Veteranen. Der Zusatz wurde normalerweise immer dann verliehen, wenn eine neue Einheit mit derselben Bezeichnung in einer Provinz stationiert wurde; dies trifft in diesem Fall aber nicht zu. Möglicherweise wurde der Zusatz an die Kohorte verliehen, um sie von anderen Einheiten zu unterscheiden, die nur vorübergehend in der Provinz stationiert wurden.[2] Laut John Spaul handelt es sich vermutlich um die dienstälteste der in der Provinz Moesia Superior stationierten Kohorten.[1] Der Zusatz kommt in vielen der Diplome von 115 bis 161 vor; in der Inschrift (CIL 11, 393) tritt er in der Variante veteranor(um) auf.

- equitata: teilberitten. Die Einheit war ein gemischter Verband aus Infanterie und Kavallerie. Der Zusatz kommt in der Inschrift (CIL 11, 393) vor.

Da es keine Hinweise auf den Namenszusatz milliaria (1000 Mann) gibt, war die Einheit eine Cohors (quingenaria) equitata. Die Sollstärke der Kohorte lag bei 600 Mann (480 Mann Infanterie und 120 Reiter), bestehend aus 6 Centurien Infanterie mit jeweils 80 Mann sowie 4 Turmae Kavallerie mit jeweils 30 Reitern.

## Geschichte
Die Kohorte war unter den Flaviern vermutlich in der Provinz Pannonia stationiert. Wann genau die Einheit in die Provinz Moesia superior verlegt wurde, ist unsicher; möglicherweise um 92/93 oder 97 n. Chr. Der erste Nachweis der Einheit in Moesia Superior beruht auf Militärdiplomen, die auf das Jahr 100 datiert sind. In den Diplomen wird die Kohorte als Teil der Truppen (siehe Römische Streitkräfte in Moesia) aufgeführt, die in der Provinz stationiert waren. Weitere Diplome, die auf 101 bis 161 datiert sind, belegen die Einheit in derselben Provinz.

## Standorte
Standorte der Kohorte in Pannonia waren möglicherweise:
- Solva: der Grabstein des Prosostus wurde hier gefunden.

Standorte der Kohorte in Moesia Superior waren möglicherweise:
- Drobeta
- Kostol

Die Kastelle von Drobeta und Kostol liegen nahe der Trajansbrücke auf beiden Seiten der Donau. Die Einheit war möglicherweise schon während der Bauzeit der Brücke in einem der beiden Kastelle stationiert.

## Angehörige der Kohorte
Folgende Angehörige der Kohorte sind bekannt:

### Kommandeure
| - []llinus, der Praepositus einer Vexillation (CIL 3, 7594). Möglicherweise bezieht sich diese Inschrift aber auf die Cohors II Flavia Brittonum. - C(aius) Nonius Caepianus, ein Präfekt (CIL 11, 393). Er war auch Präfekt der Ala I Asturum und Praepositus des Numerus Equitum Electorum Ex Illyrico. | - []idiu[s] Novatus, ein Präfekt (AE 1994, 1392) - Marcus Blossius Vestalis: er wird auf den Diplomen von 151 und 153 als Kommandeur der Kohorte genannt. - Q(uintus) Clodius Secundus: er wird auf einem der Diplome von 157 (RMM 37) als Kommandeur der Kohorte genannt. |

### Sonstige
| - Himerus, ein Fußsoldat: eines der Diplome von 157 (RMM 37) wurde für ihn ausgestellt. - Prosostus, ein Reiter (AE 1997, 1262) | - Sentius Valentus, ein Fußsoldat: das Diplom von 153 wurde für ihn ausgestellt. - Siasus, ein Fußsoldat: das Diplom von 151 wurde für ihn ausgestellt. |

## Weitere Kohorten mit der BezeichnungCohors III Brittonum
Es gab noch eine weitere Kohorte, die Cohors III Augusta Nerviana Brittonum. Sie ist durch Militärdiplome von 101/115 bis 115 belegt und war in der Provinz Moesia superior stationiert.